# Rafael L. Silva
Rafael L. Silva (Belo Horizonte, 18 giugno 1994) è un attore brasiliano naturalizzato statunitense, noto principalmente per il ruolo di Carlos Reyes nella serie televisiva 9-1-1: Lone Star al fianco di Rob Lowe e Liv Tyler.

## Biografia
Originario di Belo Horizonte, Minas Gerais, Brasile, si trasferì con la sua famiglia negli Stati Uniti quando aveva 13 anni.
Da ragazzo la sua intenzione era quella di seguire i passi di suo nonno e dei suoi zii, volendo diventare un veterinario e curare animali da fattoria.
A circa 16 anni decise di fare un'audizione per lo spettacolo teatrale del suo liceo, con l'obiettivo di superare la sua paura di parlare in pubblico.
Man mano che la sua paura diminuiva, il suo interesse per la recitazione crebbe. Decise di iscriversi all'Accademia delle arti performative, così da ottenere un diploma che certificasse la sua formazione da attore professionista.
Nel 2017, Silva si è laureato presso la Pace University, situata in Downtown Manhattan, a New York, con un Bachelor of Fine Arts (B.F.A.) in recitazione in film, televisione, voice-overs e pubblicità.

## Vita privata
Silva è dichiaratamente gay.

## Filmografia

### Cinema
- Fluidity, regia di Linda Yellen (2019)

### Televisione
- Drunk Art Love - miniserie TV (2015)[3]
- Madam Secretary - serie TV (2019)
- 9-1-1: Lone Star - serie TV (2020-2025)
- The Corps Comedy - webserie TV (2020)[4]
- The Waterfront - serie TV (2025)

### Cortometraggi
- Unpaid Interns, regia di Brendan Hughes (2017)[5]
- Narrator Syndrome, regia di Tijuana Ricks (2018)

### Videoclip
- Pilot di Meecah (2017)

## Doppiatori italiani
- Gabriele Vender in 9-1-1: Lone Star